# Cremanthodium variifolium
Cremanthodium variifolium là một loài thực vật có hoa trong họ Cúc. Loài này được R.D.Good mô tả khoa học đầu tiên năm 1929.